# Martin Bernard
Pour les articles homonymes, voir Bernard.
Martin Bernard dit Martin-Bernard, né le 17 septembre 1808 à Montbrison (Loire) et mort le 22 octobre 1883 à Paris, est un ouvrier typographe, militant républicain et homme politique socialiste français.

## Biographie
Fils cadet d'un imprimeur de Montbrison, Bernard suit des études au collège impérial de Montbrison puis au petit séminaire de Verrières (Loire). En 1826, il est apprenti imprimeur à Montbrison, où son frère aîné prendra la succession du père, et part à Paris pour se perfectionner. Affilié à la Société des droits de l'homme en 1830, il se bat sur les barricades lors des Trois Glorieuses. En 1831, il découvre les idées de Saint-Simon (1760-1825) puis de Pierre Leroux (1797-1871), auxquelles il adhère. En 1833, il participe à une grève des imprimeurs parisiens. En 1834, il publie un article dans la Revue républicaine intitulé : « Sur les moyens de faire descendre la République dans l’atelier ».
L'un des défenseurs des accusés d'avril 1835, il est arrêté lors du « complot des poudres », visant à s’emparer de munitions pour les insurrections futures, mais acquitté. Il fonde avec Barbès et Blanqui les organisations républicaines secrètes dites Société des familles et des saisons (1837). Le 12 et le 13 mai 1839, il prend part à l'insurrection dite des Saisons, qui fait une cinquantaine de tués et quatre fois plus de blessés. Les meneurs (Blanqui, Barbès et Bernard) sont arrêtés. Jugé devant la Chambre des pairs, il refuse de se défendre, affirmant : « Vous êtes mes ennemis, vous n'êtes pas mes juges. » Condamné à la déportation, il est interné au Mont-Saint-Michel, puis dans la citadelle de Doullens (1844).

### La Révolution de 1848 et la Deuxième République
Libéré par la révolution française de 1848, il est nommé Commissaire général du gouvernement provisoire dans les départements de l’Ardèche, Haute-Loire, Loire et Rhône le 17 mars 1848 jusqu'au 2 juillet 1848.

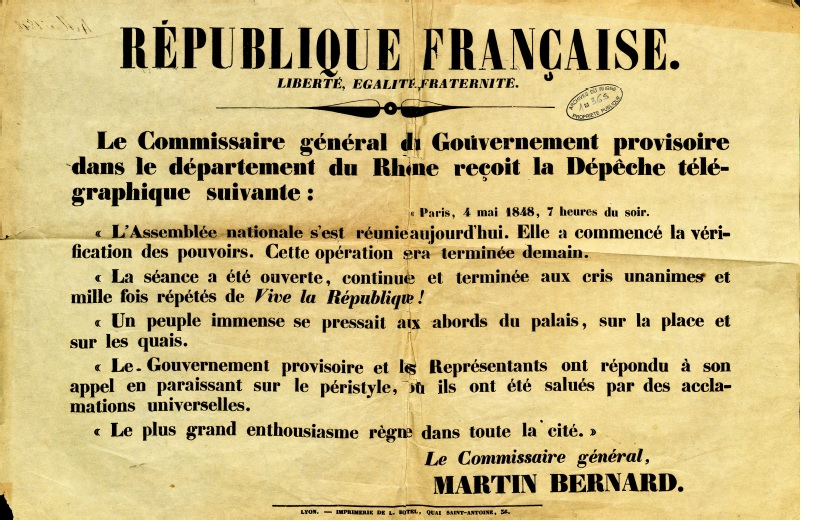
Adresse de Martin Bernard, commissaire du gouvernement provisoire, aux habitants du Rhône, 4 mai 1848.

Élu le 28 avril 1848 représentant du peuple dans la Loire, le 6e sur 11, par 47 066 voix, il siège à la Montagne. La même année, il devient président de la Solidarité républicaine, société politique constitué pour promouvoir la candidature de Ledru-Rollin à l'élection présidentielle de décembre.
Réélu à la Législative dans la Loire le 14 mai 1849, le 4e sur 9, par 36 014 voix sur 75 232 votants et 118 427 inscrits, il fait partie des 120 députés appelant à prendre les armes pour défendre la République, avec Ledru-Rollin, Pyat, Gambon, Deville ou Boichot, le 13 juin 1849. 
Après l'échec de cette tentative insurrectionnelle, il est condamné à la déportation, mais parvient à s'échapper et se réfugie en Belgique, puis en Angleterre, où il reprend son métier d'ouvrier imprimeur, et fait divers séjours en Suisse et aux Pays-Bas

### Sous le Second Empire.
Après l'amnistie de 1859, il rentre en France et trouve une place d'employé du Gaz à Paris en 1860. En 1861, il publie un témoignage de son emprisonnement et de ses luttes : Dix ans de prison au Mont-Saint-Michel et à la citadelle de Doullens.
Aux élections de 1869, il refuse de poser sa candidature dans la 1re circonscription de la Loire, afin de n'avoir pas à prêter serment à l'Empire. Résidant à Paris lors du siège de 1870, il se présente aux législatives du 8 février 1871. Battu dans la Loire avec 38 520 voix, il est élu de la Seine, le 22e sur 43, par 102 366 voix sur 328 970 votants et 547 858 inscrits. Siégeant à l'Assemblée avec les radicaux de Louis Blanc (1811-1882), il participe aux vaines tentatives de médiation entre le gouvernement versaillais du président Adolphe Thiers et la Commune.
Il se représente en 1876 à Saint-Étienne mais échoue face à Christophe Bertholon et prend sa retraite à la maison de santé Dubois, à Paris, en 1880. Il meurt à Paris en octobre 1883.
La postérité l’a quelque peu négligé au profit de contemporains plus charismatiques comme Auguste Blanqui ou Armand Barbès. Pourtant, en ce siècle de profonds bouleversements économiques, politiques et sociaux, cet ouvrier imprimeur devenu épisodiquement député, il lutta pour ses idées républicaines et le prolétariat. La rue Martin-Bernard sur la Butte-aux-Cailles prend son nom en hommage en 1884.
Martin Bernard est le frère de l'imprimeur Auguste Bernard.
Il est inhumé au cimetière de Montmartre (division 27), le 5 mars 1884,.